# Georgeta Damian
Georgeta Damian (14 de abril de 1976 in Botoşani, Rumanía) es una remera procedente de Rumanía y ganadora de cinco oros olímpicos. Está casada con Valeriu Andrunache.

## Biografía
Remó en tres Juegos Olímpicos defendiendo a su país en los que ganó el oro olímpico en los años 2000, 2004 y 2008. En dichos años ganó tres oros seguidos por parejas y además ganó el oro en el ocho en 2000 y 2004, además de un bronce en 2008. También ganó el Campeonato Mundial de Remo en varias ocasiones. En el ocho de su país en ganó en 1997, 1998 y 1999, siendo segunda en 2001 y 2003. Remando por parejas obtuvo además un segundo puesto en 1997, el oro en 2001 y 2002 y un tercer puesto en 2003 y 2007. En dichos triunfos su compañera fue Viorica Susanu.
Además de dichos éxitos también obtuvo la victoria en tres ocasiones en el Campeonato Europeo de Remo en las ediciones de 2007 (ocho), 2008 (W2-) y 2012 (ocho).